# Tomoxia bucephala
Tomoxia bucephala es una especie de escarabajo perteneciente a la familia Mordellidae. Fue descubierta por Costa en 1854.

## Distribución geográfica
Habita en el paleártico: Europa y oeste de Asia.